# Maureen Calvo
Maureen Calvo (ur. 1 października 1983) – kostarykańska lekkoatletka, tyczkarka.

## Rekordy życiowe
- skok o tyczce – 2,70 (2001) rekord Kostaryki[1]